# Lougres
Lougres é uma comuna francesa na região administrativa de Borgonha-Franco-Condado, no departamento de Doubs. Estende-se por uma área de 5,97 km². Em 2010 a comuna tinha 772 habitantes (densidade: 129,3 hab./km²).